# Jan Dullaart
Jan Dullaart (Linschoten, 26 november 1891 - Hilversum 7 juni 1957) was een Nederlandse architect die bekend is geworden door zijn grote productiviteit van ontwerpen in vooral Hilversum.

## Opleiding en begin werkzaamheden
Dullaart werd geboren in Linschoten, waar hij het eerste deel van zijn leven ook bleef wonen. Reeds in 1917, vlak na zijn opleiding, kreeg hij opdracht om het nieuwe gemeentehuis in zijn geboortedorp te ontwerpen en hij voerde ook de regie over de bouw. Enige jaren daarna vestigde hij zich in Hilversum, waar hij een kantoor opende aan de Javalaan.

## Opdrachtgevers en werk
Dullaarts opdrachtgevers waren, behalve lokale overheden, vooral welgestelde burgers die door hem hun herenhuis of landhuis lieten ontwerpen. Vooral in Hilversum heeft hij een grote erfenis aan degelijk ontworpen huizen nagelaten. Deze huizen zijn meestal een combinatie van Amsterdamse School en Engelse landschapsstijl met vakkundig vormgegeven detaillering en materiaalgebruik en vaak het gebruik van rietgekapte daken. Hun daken zijn vaak grillig van vorm en glooiend vormgegeven. Omdat de opdrachten royaal binnenkwamen, opende hij nog voor de oorlog een kantoor in Heerlen. In Hilversum was hij stedenbouwkundig ontwerper en architect van de woningen van de Sophialaan die tussen 1923 en 1927 gereed kwamen. Hij ontwierp in 1923 de Lutherse Kerk aan de Bergweg aldaar. Ook werkte hij in opdracht van de toenmalige woningbouwvereniging De Gemeenschap uit Nijmegen, waarvoor hij het zuidelijk gedeelte van de Spoorbuurt ontwierp, een tuinstadwijk met 158 woningen.

## Na de oorlog
Na de Tweede Wereldoorlog werkte hij als architect mee aan de wederopbouw. Hij ontwierp onder andere gezinswoningen aan de Moerbeilaan in Hilversum in 1950 en 1951, het Kruisgebouw te Amstelveen in 1955 en in 1957 flatgebouw Corversbos te Hilversum dat voor alleenstaande werkende vrouwen was bestemd.

## Persoonlijk leven
Dullaart trouwde in 1923 met Catharina van der Smit met wie hij vier kinderen kreeg. In 1957 overleed hij op nog vrij jonge leeftijd in Hilversum.

## Bekende stedenbouwkundige en architectonische ontwerpen
- Winkel-woonhuis, 's-Gravelandseweg 10 Hilversum
- Schoutenstraat 21, Hilversum, 1922-1928
- Lutherse kerk, Bergweg 6, Hilversum, 1923
- Villa Bergshof (nu kantoor IKON), Bergweg 16, Hilversum, 1923
- Sophialaan Hilversum, 1923-1927
- Winkel-woonhuis, Kerkstraat 98, Hilversum, 1924
- Villa de Kameel, Celebeslaan 47, Hilversum, 1926, rijksmonument
- Villa Benvenuta, Bussumergrintweg 40, Hilversum, 1928, rijksmonument
- Brug over Nagtglassloot, Paulus Potterlaan, Naarden, 1928, gemeentemonument
- Villa, 's-Gravelandseweg 91, Hilversum, 1929
- Dubbele villa Rembrandtlaan 16, Naarden, 1931
- Villa Butterfly, 's-Gravelandseweg 91, Hilversum, 1931
- Dubbele Villa, 's-Gravelandseweg 89a en 89b, Hilversum, 1934
- Dubbele Villa, 's-Gravelandseweg 89c, Hilversum, bekend geworden als woonhuis van Pieter Menten
- Laan van Vogelenzang 1, Hilversum